# 東多久村
東多久村（ひがしたくむら）は、佐賀県小城郡にあった村。現在の多久市の一部にあたる。

## 地理
- 河川：多久川[3]
- 山岳：天山[3]、両子山[4]

## 歴史
- 1889年（明治22年）4月1日、町村制の施行により、小城郡別府村、納所村が合併して村制施行し、東多久村が発足[1][2]。旧村名を継承した別府、納所の2大字を編成[5]。
- 1915年（大正4年）電気点灯[2]
- 1954年（昭和29年）10月1日、小城郡南多久村、多久村、西多久村、北多久町と合併し、市制施行し多久市を新設して廃止された[1][2]。合併後、多久市東多久町別府、東多久町納所となる[5]。

## 産業
- 農業、養蚕、鉱業[2]
- 産物：米、麦、南瓜、大根、菜種、櫨、葡萄、桃、枇杷、梨、果樹苗木、石炭[2]
- 特に枇杷は大字納所で盛んに栽培された[2]。

### 鉱山
- 三菱古賀山炭鉱（三菱鉱業）[2]
- 東多久炭鉱[2]
- 小城炭鉱（山口鉱山）[2]

## 交通

### 鉄道
- 1899年（明治32年）唐津興業鉄道（唐津鉄道）厳木駅 - 莇原駅（現多久駅）間が開通[2]。
- 1903年（明治36年）九州鉄道唐津線莇原駅 - 久保田駅間が開通して国有鉄道長崎本線と連絡し別府駅（東多久駅）開設[2]。

## 教育
- 東多久尋常高等小学校[2]

## 出身者
- 長谷川町子 - 漫画家
- 長谷川毬子 - 上記の長谷川町子の姉、日本画家、姉妹社社長
- 志田林三郎 - 物理学者、電気工学者